# میک پاهاپیل
میک پاهاپیل (استونیایی: Mikk Pahapill؛ زادهٔ ۱۸ ژوئیهٔ ۱۹۸۳) ورزشکار هفت‌گانه و دهگانه اهل استونی است.
وی در مسابقات کشوری و بین‌المللی در مجموع برندهٔ ۱ مدال طلا شده‌است.